# PL-01
Il PL-01 Concept era il mock-up di un ipotetico carro leggero sviluppato dalla polacca OBRUM, con il supporto di BAE Systems, costruito modificando un CV90120-T. Il modello fu presentato per la prima volta all'Esposizione internazionale dell'industria della difesa del 2 settembre 2013 a Kielce, Polonia.
Il progetto non uscì dalla fase concettuale e un dimostratore tecnologico non fu mai completato, nonostante la volontà di OBRUM di creare un prototipo entro il 2016 e di aprire una linea di produzione nel 2018, in concomitanza con i piani di ammodernamento dell'Esercito Polacco.

## Armamento
Come armamento principale avrebbe dovuto montare un cannone ad anima liscia da 120 mm con capacità di sparare munizioni standard NATO e missili guidati, situato all'interno di una torretta senza equipaggio con caricatore automatico. Come armamento secondario una mitragliatrice coassiale in calibro 7.62 mm NATO e una torretta a controllo remoto modulare compatibile con mitragliatrici da 7.62 mm, 12.7 mm o lanciagranate da 40 mm.

## Equipaggiamento
Il progetto prevedeva di rivestire il veicolo con un camuffamento multi-spettrale, ed insieme ad un sistema di raffreddamento dei gas di scarico il veicolo avrebbe dovuto avere basse emissioni ad infrarossi, diminuendo la tracciabilità del veicolo su sistemi di puntamento o guida ad infrarossi. L'armatura composita e modulare del PL-01 avrebbe permesso al veicolo di fermare proiettili da 30 mm sullo scafo frontale, mentre il resto del veicolo sarebbe stato capace di resistere solo fino a proiettili da 14.5 mm. Il veicolo presenta un portello posteriore d'accesso simile a quello presente sul carro Merkava israeliano, studiato come via di fuga per l'equipaggio o come accesso di servizio.